# Detlef Grell
Detlef Grell (* 1954) ist ein deutscher Journalist, Mitbegründer der Computerzeitschrift c’t und von 1996 bis 2016 einer ihrer beiden Chefredakteure.

## Ausbildung
Detlef Grell schloss sein Studium der Elektrotechnik als Diplom-Ingenieur ab.

## Journalistischer Werdegang
Seit ihrer Gründung im Jahre 1983 war Grell als Journalist bei der Computerzeitschrift c’t tätig. Von 1987 bis 1996 war er stellvertretender Chefredakteur. Seit 1996 war er einer der beiden Chefredakteure der Zeitschrift und verantwortlich für den Textteil.
Darüber hinaus ist Grell Herausgeber, Chefredakteur und presserechtlicher Verantwortlicher von heise Autos, einer Kooperation des Heise Zeitschriften Verlages mit der Auto News Medien GmbH.